# Heischebrauch

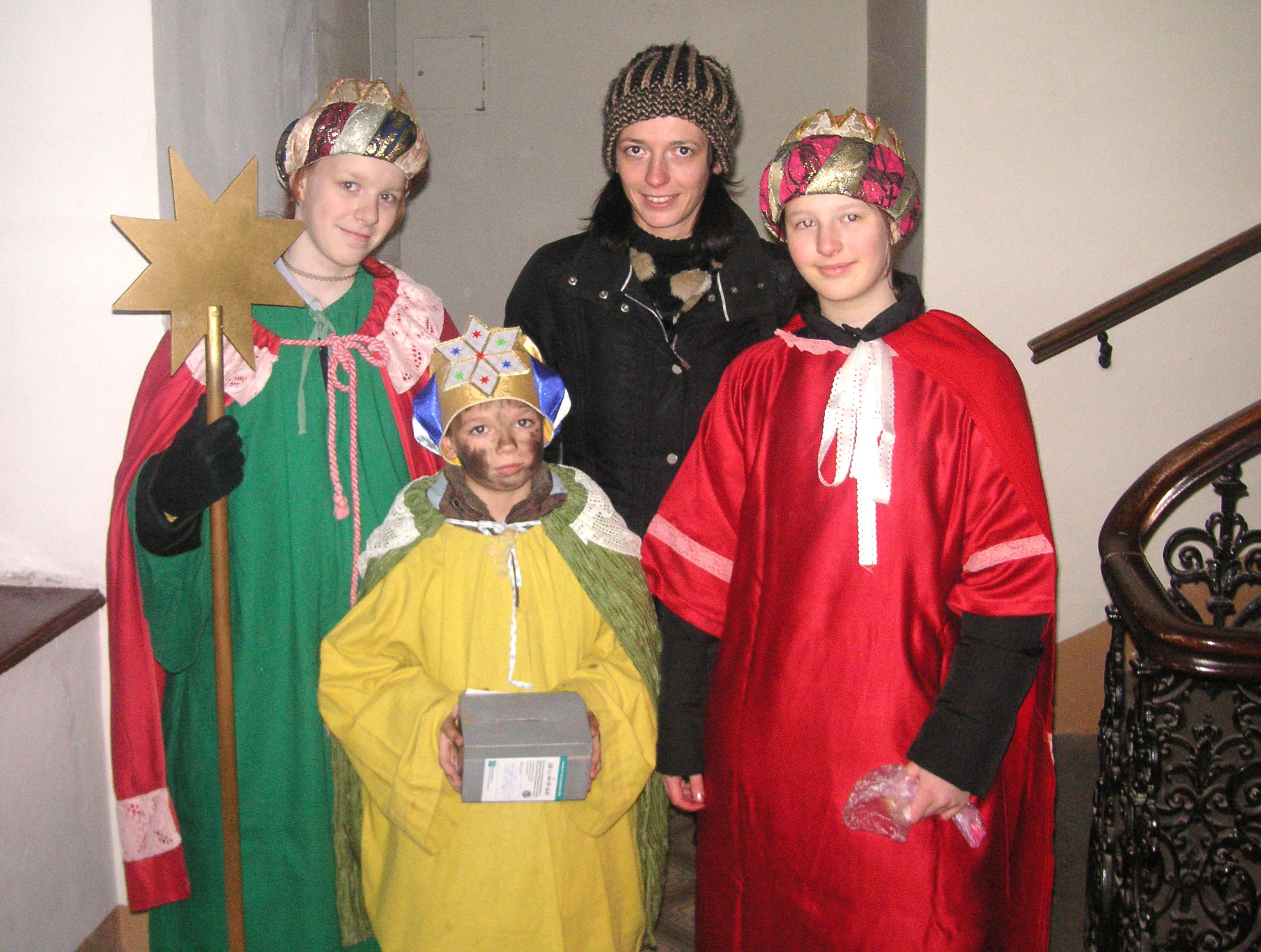
Sternsinger aus Wien, 2008

Ein Heischebrauch ist ein Brauch, bei dem es um das Fordern oder Erbitten von Gaben geht. Eine Sonderform ist der Einkehrbrauch, bei dem man sich in der Stube des Gastgebers bewirten lässt.

## Formen
Meistens sind es Kinder, die durch die Straßen oder von Haus zu Haus ziehen und um Gaben bitten. Dabei sagen sie Heischeverse auf oder singen Heischelieder. Auch Jungmänner ziehen zum Beispiel beim Pfingstsingen von Haus zu Haus, singen das Pfingstlied und bitten um Eier. Schließlich ist auch bekannt, dass berufsständisch ausgerichtete Personen heischend durch die Ortschaften ziehen. Regional unterschiedlich wünschen teilweise die Müllmänner und die Schornsteinfeger ein gutes neues Jahr, um ein Trinkgeld zu erbitten. Solch ein Neujahrstrinkgeld kann ebenso für die Freiwillige Feuerwehr oder Zeitungszusteller üblich sein.
Anlässe für Heischebräuche sind Kirchenfeste, jahreszeitliche Ereignisse (Neujahr, Erntedank) und Familienfeste wie Hochzeiten.

## Regionale Heischebräuche (Auswahl)
Vor dem Winter, im Kontext des Erntedanks:
- Äppelken poop Äppelken (‚Äpfelchen, kleine Äpfelchen‘): Bei diesem alten Heischebrauch, der jedes Jahr am Tag des Erzengels Michael (29. September) stattfindet, ziehen die Kinder in den Nachbarschaften der Stadt Gescher von Haus zu Haus und singen ein altes plattdeutsches Lied, worauf hin sie von den Bewohnern des Hauses Süßigkeiten bekommen. Bei diesem alten Brauch, der so wohl nur in Gescher erhalten geblieben ist, wurden den Kindern Äpfel geschenkt, z. B. das Fallobst oder zu kleine, für die Eigenverwertung nicht brauchbare, Äpfel.
- Rübengeistern, auch „Flenntippln“, „Rubebötz“, oder ähnlich: Bei diesem traditionellen Brauch werden Futter- oder Zuckerrüben nach der Erntezeit ausgehöhlt und an einer Seite Fratzen hineingeschnitten. Mit einer Kerze von innen beleuchtet, werden die Rübengeister ans Fenster oder vor Häuser gestellt oder die Kinder erheischen damit kleine Gaben.
- Halloween (31. Oktober), ursprünglich irisch, über die Vereinigten Staaten wieder nach Europa verbreitet, heute weltweit zu finden. Es ist zu beobachten, dass Halloween Lokaltraditionen wie das zehn bzw. elf Tage später stattfindende Martinssingen verdrängt.
- Martinisingen (10. November): bezogen auf Martin Luther (in evangelischen Gebieten, vor allem im norddeutschen Raum)
- Martinssingen (11. November): bezogen auf den heiligen Martin (auch: „Gripschen“, „Dotzen“, „Schnörzen“, „Kötten“, „Mätensingen“' oder „Mattenherrn“ genannt; in katholischen Gebieten)

Adventszeit:
- Andreasnacht in bestimmten Regionen
- Anklöpfeln in der Adventszeit im Alpenraum
- Einkehrbrauch mit „Bassen“ (= Gruppen) aus Nikolaus, Buttnmandl oder Kramperl in den Gemeinden des Berchtesgadener Landes
- Perchtenläufe, regional mit Einkehrbrauchtum: „Glöckler“ im Salzkammergut und Nachbarregionen
- Nikolauslaufen der Kinder: Glowesabend im Kasseler Raum, Sunnerklauslaufen in und um Bremen
- Kuchensingen im Erzgebirge, Vogtland und der Lausitz, meist zur Adventszeit, auch an manchen Feiertagen
- Julklapp in Skandinavien zur Weihnachtszeit
- Christbaumloben, regional mit Einkehrbrauchtum: Oberschwaben. Bevorzugt finden Besuche bei Nachbarn und Freunden statt, vereinzelt aber auch bei völlig Fremden. Für den Fall eines Besuchs wird vom Christbaumbesitzer vorab Schnaps bereitgestellt.[1]
- Koledari, in mehreren slawischen Sprachen in Osteuropa und auf dem Balkan koleda, koliada oder ähnlich: Weihnachtssingen
- Regölés: Heischegesang in Ungarn. Die Sänger (regös) beginnen mit der Formel „Die Knechte des heiligen Stephan sind da“.[2]

Rauhnächte (Je nach Tradition die Zwölf Weihnachtstage bis zum Dreikönigstag oder von der Thomasnacht bis Neujahr)
- Schappen in Kärnten und der Steiermark am Tag der Unschuldigen Kinder (28. Dezember)
- An Silvester:
  - Rummelpottlaufen in Norddeutschland

- An Neujahr:
  - Wensken (Wünschen) auf Helgoland: „Die Kinder besuchen vormittags Verwandte und enge Freunde, wünschen alles Gute für das neue Jahr und erhalten als Dank ein Geldstück. Nachmittags ziehen die Männer los, während die verheirateten Frauen zu Hause die Neujahrswünsche entgegen nehmen und die Besucher mit Sherry oder Portwein bewirten.“[3]

- Am Berchtoldstag (2. Januar):
  - Zweitjänner in Sigriswil (Berner Oberland)

- Am Dreikönigstag:
  - Sternsingen

Am Lichtmesstag:
- Lichtmesssingen in Niederösterreich

Karneval, Fastnacht und Fasching:
- Zampern in der Lausitz
- Murauer Faschingrennen in der Steiermark
- Faslam in Nordwestdeutschland
- Rommeln im Dürener Land
- Klingeln in Beckum am Klingeldienstag
- Schübligziischtig und Chlinä Ziischtig im Kanton Zürich am Fastnachtsdienstag
- Fischzug in Schmidmühlen (von dort aus auch in anderen Orten des Landkreises Amberg-Sulzbach übernommen) am Aschermittwoch
- Fuen oder Fuien in Ostfalen, unter anderem in Salzgitter-Ringelheim[4][5]
- Verschiedene Heischebräuche, verbunden mit dem Aufsagen der Fasnetsprüche, im Bereich der schwäbisch-alemannischen Fastnacht
- Wurstaufholen im westfälischen Bocholt. Gesungen wird dabei das Heischelied „Frau, gaoh nao ’n Schorsteen …“.[6]
- Fuckepotterei am unteren Niederrhein: „Fuckepotterei, Fuckepotterei, chäff min e Stüver, dann go ek vorbei. Hebb chen Geld, öm Brot te koope, Geld es min dör de Bocks cheloope. Fuckepotterei, Fuckepotterei, chäf min e Stüver, dann go ek vorbei.“[7]

Das Hüttenbrennen oder Burgbrennen ist ein Brauchtum aus der Eifel, das alljährlich am ersten Fastensonntag, der auch deswegen auch Funkensonntag genannt wird, praktiziert wird und der Austreibung des Winters diente. Es gibt dafür eigene Heischeverse, die von Kindern gesungen oder gesprochen werden.
Im Frühjahr und zu Ostern:
- Peterlistag am Fest Petri Stuhlfeier (22. Februar) im Kinzigtal im Schwarzwald[8]
- Sommersonntag (Summersunntich) an Laetare (4. Fastensonntag), z. B. mit dem Lied: Summer, Summer, Summer, ich bin a kleener Pummer, in Niederschlesien
- Brezelsingen an Laetare in Peritz, Streumen, Lichtensee und Tiefenau in Sachsen
- Klappern in der Karwoche mit darauf folgendem Einsammeln
- Gründonnerstagssingen in Teilen der Oberlausitz
- Maisingen in der Schweiz
- Virvonta in Finnland, wo Kinder als „Osterhexen“ verkleidet von Haus zu Haus gehen und mit Palmkätzchenzweigen und Sprüchen jedes Haus segnen und im Gegenzug Süßigkeiten bekommen.[9]

Zu Pfingsten:
- Pfingstsingen im Bergischen Land
- Pingsterbrut („Pfingstbraut“) in Münsterland und Emsland[10]
- Das Wasservogelsingen ist ein alter Heischebrauch im bayerischen Schwaben bis hin zum östlichen Altbayern, der alljährlich am Pfingstsonntag bzw. am Pfingstmontag stattfindet. Dabei ziehen mehrere Gruppen von Haus zu Haus, um Gaben zu erheischen, wofür im Gegenzug der von der Gruppe ernannte Wasservogel von den Hausbewohnern mit Wasser übergossen werden darf.[11]
- Der Latzmann am Pfingstmontag in Volkersheim und einigen anderen oberschwäbischen Dörfern.

Am Johannistag (24. Juni):
- Hansafüratle in Markdorf

Jahreszeitenunabhängig:
- Rummeln in Norddeutschland, nach dem Spruch „Rummel, rummel, roken, giv mi nen Appelkooken“.

Im Rahmen von Kirchweihen:
- Bärentreiben ist ein in vielen Orten der Oberpfalz, insbesondere im Landkreis Amberg-Sulzbach verbreiteter Brauch, der in der Regel am Montag des Kirchweih-Wochenendes ausgeübt wird.
- In Benediktbeuern und Ried gibt es am Kirchweihsamstag im Oktober den Brauch des Glockenlaufens. Dabei laufen die Buben am Abend mit Kuhglocken von Haus zu Haus und erhalten Geld und Süßigkeiten. Ursprung ist das Eintreiben des Lohnes der Almhirten nach erfolgtem Almabtrieb. Außerdem sollen offenbar als heidnisches Relikt in diesem Brauch mit dem Läuten die bösen Geister vertrieben werden.[12]